# Кашкарагаїхинська сільська рада
Кашкарагаї́хинська сільська рада (рос. Кашкарагаихинский сельский совет) — сільське поселення у складі Тальменського району Алтайського краю Росії.
Адміністративний центр — село Кашкарагаїха.

## Населення
Населення — 1319 осіб (2019; 1342 в 2010, 1374 у 2002).

## Склад
До складу сільської ради входять:
| Населений пункт    | Населення, осіб (2002) | Населення, осіб (2010) |
| ------------------ | ---------------------- | ---------------------- |
| Кашкарагаїха, село | 888                    | 873                    |
| Куликово, село     | 113                    | 91                     |
| Наумово, село      | 373                    | 378                    |